# Iwan Horbaczewski

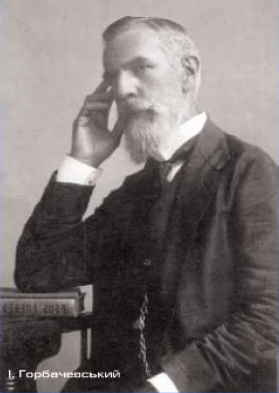
Iwan Horbaczewski

Iwan Jakowycz Horbaczewski, ukr. Іван Якович Горбачевський, pol. Jan Horbaczewski, niem. Johann Horbaczewski (ur. 15 maja 1854 w Zarubińcach, zm. 24 maja 1942 w Pradze) – ukraiński chemik, biochemik, higienista i epidemiolog, ukraiński działacz społeczny i polityczny, pierwszy minister ochrony zdrowia Przedlitawii. Brat Antona.

## Życiorys
Urodził się w rodzinie księdza greckokatolickiego Jakowa Horbaczewskiego, herbu Korczak.
Ukończył cesarsko-królewskie gimnazjum w Tarnopolu, następnie Uniwersytet Wiedeński. W latach 1883–1917 był profesorem katedry chemii lekarskiej Uniwersytetu Karola w Pradze, w latach 1902–1903 jego rektorem. W latach 1906–1917 był członkiem Najwyższej Państwowej Rady Sanitarnej Królestwa Czech, od 1908 członek Izby Panów austriackiej Rady Państwa, w latach 1917–1918 minister ochrony zdrowia Przedlitawii w rządzie Maxa Husarka. Od 1910 roku honorowy przewodniczący Ukraińskiego Towarzystwa Lekarskiego.
Został posłem Ukraińskiej Rady Narodowej ZURL jako członek Izby Panów.
Od 1921 profesor Wolnego Uniwersytetu Ukraińskiego w Wiedniu, a potem w Pradze. Od 1924 jego rektor. Autor ponad 40 prac z biochemii. W 1885 r. dokonał pierwszej syntezy kreatyniny.